# كليمنت كاريرا
كليمنت كاريرا (بالإسبانية: Clemente Carrera) هو لاعب كرة قاعدة مكسيكي، ولد في 25 مايو 1914، وتوفي في 1990.